# Maroon 5
Maroon 5 este o formație pop rock americană, originară din Los Angeles, statul California. Componența ei actuală îi include pe: Adam Levine (voce, chitară), James Valentine (voce secundară, chitară), PJ Morton (keyboardist si vocalist secundar), Mickey Madden (chitară bas) și Matt Flynn (baterie).
Formația este recunoscută pentru piese precum: „Harder to Breathe”, „This Love”, „She Will Be Loved”, „Sunday Morning”, „Makes Me Wonder”, „Wake Up Call” ș.a. Maroon 5 a câștigat numeroase premii pentru albumul lor de debut, intitulat „Songs about Jane”, lansat la jumătatea anului 2002. Cel mai recent material discografic al trupei poartă denumirea „Overexposed" și este apreciat ca fiind unul dintre cele mai bine vândute albume din 2012.

## Istoricul formației

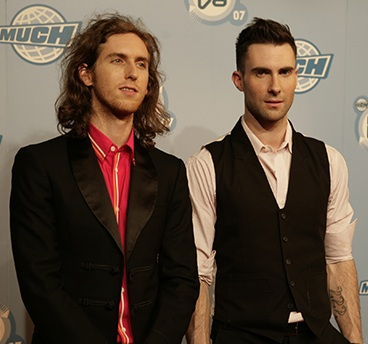
Jesse Carmichael și Adam Levine în 2007

### Kara's Flowers
Trei dintre membrii actuali ai trupei au fost colegi în grupa de juniori a unui liceu din Los Angeles, pentru ca mai târziu să urmeze cursurile școlii Brentwood. 
Având în vedere întemeierea unei formații, Adam Levine și Jesse Carmichael s-au alăturat lui Mickey Madden și lui Ryan Dusick pentru a constitui în cele din urmă formația Kara's Flowers. 
Primele concerte și demonstrații au avut loc spre sfârșitul anului 1995, la un club de pe Sunset Boulevard, California, cunoscut pentru muzica și influențele rock and roll. În acest timp, Levine a cântat în registrul mediu, comparativ cu falsetul pentru care este recunoscut în prezent. Formația semnează un contract cu Reprise Records, chiar în timpul în care membrii săi erau la liceu, iar astfel lansează primul și singurul album, „The Fourth World”, la jumătatea anului 1997. 
Melodia „Soap Disco” este stabilită ca disc single de debut, pentru ea fiind filmat chiar și un videoclip; totuși, piesa nu se bucură de prea mult succes, în ciuda sprijinului venit de la alte două formații aflate în turneu: Reel Big Fish și Goldfinger. Insuccesele au continuat, dat fiind că albumul lansat nu a avut parte de vânzări semnificative, iar în 1999 formația Kara's Flowers este nevoită să își rezilieze contractul cu Reprise Records.
Cei patru membri urmează cursurile diferitelor colegii din Statele Unite, astfel experimentând noi influențe și stiluri muzicale, lucruri care se vor dovedi folositoare în viitor. Având un proiect comun, componenții fostei formații păstrează legătura și în 2001 încep să compună și să înregistreze noi piese, ce aveau să ocupe mai tărziu primele poziții în topurile de specialitate.

### Stabilirea componenței actuale
În urma transferării lui Jesse Carmichael de la chitară la pian, formația este nevoită să caute un al cincilea membru. James Valentine este probabil cel care a schimbat destinul formației; după alăturarea sa se propune alegerea unui nou nume: Maroon 5.
Adam Levine precizează într-un interviu că perioada de tranziție dintre cele două case de discuri cu care semnează, este fundamentală pentru noul stil și sunet pe care Maroon 5 îl adoptă: 
| “ | În perioada dintre contractele cu cele două case de discuri, am petrecut mult timp în New York, unde am fost expus la cultura hip-hop și urbană într-o măsură de care nu am avut parte în Los Angeles. M-a îndreptat spre un nou gen de muzică și a avut un impact semnificativ în procesul de compunere. | ” |

Un nou contract cu o casă de discuri nu întârzie să apară: astfel, formația semnează cu Octone Records, o companie independentă din New York, dar și cu BMG Music, una dintre cele mai importante case de discuri din lume.

### 2002 Debutul cu Songs about Jane
În 2001 formația Maroon 5 înregistrează primul material discografic în noua componență, alături de producătorul Matt Wallace, recunoscut pentru colaborările sale cu Train, Blues Traveler, Kyle Riabko sau Third Eye Blind. Majoritatea pieselor de pe albumul de debut al formației au fost inspirate de relația tumultoasă dintre Levine și fosta sa prietenă, Jane. Levine declara: 
| “ | Noi pusesem punct relației exact când începusem lucrul în studio. După ce am terminat lista de melodii pentru album, ne-am decis să-l numim „Songs about Jane” („Piese despre Jane”), deoarece reflecta cel mai bine creația noastră. | ” |

Înregistrarea albumului s-a desfășurat în Los Angeles, iar de promovarea lui s-a ocupat casa americană de discuri Octone Records.
Primul single lansat de pe acest album este „Harder to Breathe”, care nu a avut un impact surprinzător în rândul fanilor Kara's Flowers. Piesa reușește să urce în clasamente datorită ascensiunii albumului în Billboard 200. Cea mai înaltă poziție pe care albumul reușește să o obțină este locul 6.
Următoarele discuri single au fost primite mai bine, promovând astfel albumul proaspăt lansat, succesul fiind sprijinit de piesa „This Love”, dar și de binecunoscuta „She Will Be Loved”, piese care au atins poziții importante în topurile de specialitate în țări precum Marea Britanie, Australia și Noua Zeelandă. Alte extrase pe single de pe primul album sunt piesele: „Sunday Morning”, „Must Get Out”.

### 2003 - 2006, Promovarea masivă și plecarea lui Dusick
Succesul de care se bucură albumul „Songs about Jane” impune formației un turneu de mari proporții. Printre artiștii cu care Maroon 5 colaborează în concerte se numără: Michelle Branch, Nikka Costa, Vanessa Carlton, Graham Colton, John Mayer, dar și The Rolling Stones. De asemenea, în 2005 susțin și participă la concerte de caritate (Live 8). Formația devine emblema turneului de promovare a mașinii Honda Civic.

În urma programului încărcat și a deselor concerte, bateristul Ryan Dusick întâmpină probleme de sănătate, confruntându-se cu dureri ale brațelor: 
| “ | Pe la jumătatea turneului, îmi obosisem brațele într-un asemenea hal, încât nu prea le mai puteam folosi. (pentru cântat - n.r.) | ” |

Pentru câteva săptămâni, locul la baterie este ocupat de Josh Day; pe durata stabilirii diagnosticului însă, și acesta a fost nevoit să renunțe la percuție. După aproximativ nouă luni, Matt Flynn se oferă să ocupe locul la baterie pe o perioadă nelimitată. Ryan Dusick observă că nu mai poate susține formația în turnee și hotărăște să se retragă din activitate, cedându-i locul lui Matt Flynn.

### 2007 - prezent, It Won't Be Soon Before Long
După cinci ani de inactivitate, Maroon 5 lansează în luna mai a anului 2007, un nou album intitulat „It Won't Be Soon Before Long”, („Nu mai e mult până când vom reuși”) o replică pe care membrii o foloseau în timpul turneelor pentru a-și găsi motivația.
Noul material nu are nevoie de o promovare prea intensă, deoarece încă din prima săptămână de la lansare se vând 430 de mii de copii, debutând astfel pe prima poziție în topul U.S. Billboard 200. Descurcându-se foarte bine la vânzările CD-urilor propriu-zise, albumul nu dezamăgește nici la vânzările pe Internet, numai într-o săptămână reușind să doboare recorduri în magazinul iTunes, vânzând peste o sută de mii de exemplare. Potrivit unor interviuri acordate presei, Adam prezintă albumul ca fiind „mai provocator și mai puternic” decât „Songs about Jane” și având influențe din muzica artiștilor: Prince, Shabba Ranks, Michael Jackson dar și Talking Heads.
Pentru a promova noile piese, Maroon 5 organizează câteva concerte în orașe precum Boston, San Francisco, Los Angeles și New York în luna iunie 2007. Apoi, din septembrie, încep turneul mondial de promovare, colaborând în luna martie 2008 cu artiști precum OneRepublic sau Brandi Carlile.
Sunt editate noi extrase pe single, în număr de patru. Primul, Makes Me Wonder, este câștigătorul unui premiu Grammy. Trei discuri single, anume cel deja amintit, Wake Up Call și Won't Go Home without You sunt lansate de-a lungul lunilor rămase ale anului 2007 (ultimul a fost publicat în S.U.A. în ianuarie 2008). Tot în 2008 a fost lansat și un al patrulea single, Goodnight Goodnight.

## Conținut explicit
Pentru videoclipul piesei „This Love” au fost filmate două versiuni. Prima este cea în care se pot distinge elemente explicite (nuditate), iar a doua este o editare a celei dintâi, încredințată posturilor TV muzicale pentru promovare. Spre a nu surprinde imagini care ar fi fost în mod normal etichetate ca „interzise minorilor” , modul de filmare este diferit, utilizându-se un aparat care se poate deplasa și nu surprinde unghiuri indecente sau cel puțin încearcă să le ocolească cât mai mult. Din această cauză versiunea editată conține o perdea de flori digitale pentru a masca într-o oarecare măsură părțile genitale a celor doi protagoniști (Adam Levine și prietena sa, Kelly McKee). Întrebat într-un interviu care ar fi părerea sa în legătură cu aceasta, Adam răspunde: „E ridicol!”.
De asemenea, videoclipul pentru piesa „Wake Up Call” conține materiale indecente sau la limita decenței, fiind și el filmat în mai multe variante și produs sub două versiuni. Nici cele două albume nu au fost lipsite de critici cu privire la conținutul explicit; totuși, s-a reușit evitarea etichetei „Conținut explicit”.

## Discografie

### Albume
- 2002 - Songs about Jane
- 2004 - 1.22.03. Acoustic
- 2005 - Live - Friday the 13th
- 2007 - It Won't Be Soon Before Long
- 2007 - The B-Side Collection
- 2012 - Overexposed
- 2014 - Album V
- 2017 - Red Pill Blues
- 2021 - Jordi

### Discuri single
| An   | Single                      | Album                        |
| ---- | --------------------------- | ---------------------------- |
| 2003 | „Harder to Breathe”         | Songs About Jane             |
| 2004 | „This Love”                 | Songs About Jane             |
| 2004 | „She Will Be Loved”         | Songs About Jane             |
| 2004 | „Sunday Morning”            | Songs About Jane             |
| 2005 | „Must Get Out”              | Songs About Jane             |
| 2007 | „Makes Me Wonder”           | It Won't Be Soon Before Long |
| 2007 | „Wake Up Call”              | It Won't Be Soon Before Long |
| 2007 | „Won't Go Home without You” | It Won't Be Soon Before Long |
| 2007 | „Happy Xmas (War is Over)”  | Happy Xmas (War is Over)     |
| 2008 | „Goodnight Goodnight”       | It Won't Be Soon Before Long |

## Premii
2004
- Billboard Music Award — Digital Artist of the Year (Artistul cu cele mai multe vânzări digitale)
- MTV Europe Music Award — Best New Act (Cel mai bun debut)
- MTV Video Music Award — Best New Artist for (Cel mai bun artist nou)
- MTV Video Music Awards Latin America — Best Rock Artist (Cel mai bun artist rock)
- New Music Weekly Award — AC40 Group of the Year (Formația Anului)
- World Music Award — World's Best New Group (Cea mai bună formație debutantǎ)

2005
- Grammy Award — Best New Artist (Cel mai bun artist)
- Groovevolt Music and Fashion Award — Best Collaboration, Duo or Group for "She Will Be Loved" (Cea mai reușită colaborare: „She Will Be Loved”)
- NRJ Radio Awards — Best International Song for "This Love" (Cel mai bun cântec internațional: „This Love”)

2006
- Grammy Award — Best Pop Performance By A Duo Or Group With Vocal for "This Love" (Cea mai bună interpretare pop: „This Love”)

2007
- Billboard Music Award — Top Digital Album for "It Won't Be Soon Before Long" (Cel mai bine vândut album în format digital: „It Won't Be Soon Before Long”)

2008
- Grammy Award — Best Pop Performance By A Duo Or Group With Vocal for "Makes Me Wonder" (Cea mai bună reprezentație pop a unui grup pentru piesa „Makes Me Wonder”)